# Armênia Menor
Armênia Menor (em armênio: Փոքր Հայք; romaniz.: P’ok’r Hayk’; em latim: Armenia Minor; em grego: Mικρά Αρμενία; romaniz.: Mikrá Armenía), conhecida também como Armênia Inferior, é uma das regiões da antiga Armênia, localizada a oeste e noroeste do território Reino da Armênia (chamado de "Armênia Maior"). A região foi depois reorganizada como Tema Armeníaco durante o Império Bizantino.

## Geografia

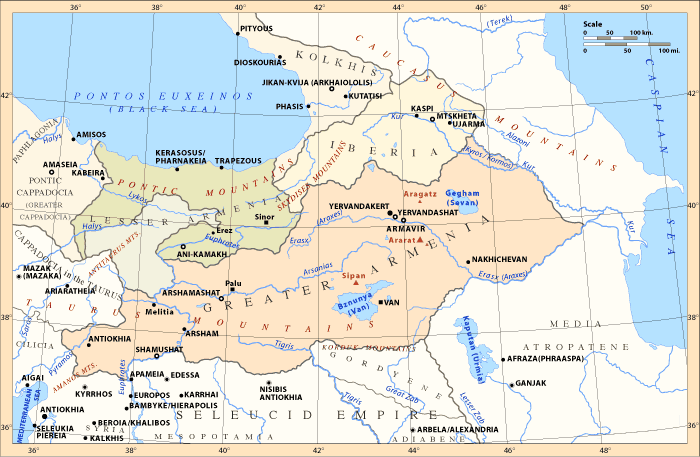
Armênia Menor (em amarelo esverdeado à esquerda, perto da costa do Mar Negro) e Armênia Maior (em amarelo alaranjado) entre os séculos IV e

A Armênia Menor abrangia a porção da antiga Armênia e do planalto armênio a oeste e noroeste do rio Eufrates. Ela recebeu este nome para distingui-la da porção oriental, muito maior, chamada de Armênia Maior.

## História

### Pré-história
Antes do século IV a.C., o território da Armênia Menor era parte do antigo Reino da Armênia, governado pela dinastia real dos Orôntidas (Yervanduni, em armênio/arménio:  Երուանդունի) que, a partir daí, passou a ser súdita do Império Aquemênida.
Depois das companhas de Alexandre, o Grande, na década de 300 a.C., conforme ruía o Império Persa, Mitrídates, um general armênio no exército persa declarou-se rei da Armênia Menor, geralmente conhecida como Reino do Ponto. Assim, dois reinos independentes emergiram do antigo território do Reino da Armênia - o Reino do Ponto e a Armênia Maior. No século III a.C., o Ponto atingiu sua máxima extensão e abrangia também territórios na costa sudeste do Mar Negro, incluindo as províncias da cidade de Trapezo, Rize e Hamshen (de onde se originam os armênios étnicos hamshenis).

### Guerras romano-persas
A Armênia foi disputada entre a Roma Antiga e a Pártia durante as Guerras romano-partas de 66 a.C. até o século II d.C. A influência romano foi estabelecida primeira pela campanha de Pompeu entre 66 e 65 a.C. e, novamente, em 59 d.C., na campanha romano-parta de Cneu Domício Córbulo, que resultou na deposição de Tiridates I.

### Armênia Menor durante os Impérios Romano e Bizantino
Toda a Armênia tornou-se uma província romana por um breve período em 114 durante o reinado de Trajano, mas, logo depois que ele morreu, Adriano abandonou a região, que se tornou um reino cliente de Roma. A região foi perdida novamente ao xainxá Vologases IV em 161 e, dois anos depois, o contra-ataque romano de Estácio Prisco conseguiu novamente colocar um candidato pró-Roma no trono armênio. A influência romana na região perdurou até a derrota na Batalha de Barbalisso em 253. Poucos anos depois, porém, no final do século III, Roma estava novamente no controle da região e passou a promover a cristianização da Armênia.
A Armênia Menor foi anexada ao reino da Armênia Maior durante o reinado do rei arsácida Tirídates III em 287 e lá permaneceu até a conquista de Sapor II em 337. Na sequência, ela foi organizada como uma província plena sob Diocleciano (r. 284–305) e, no século IV, ela foi novamente dividida em duas províncias: Armênia I (Armênia Prima), com capital em Sebasteia, e Armênia II (Armênia Secunda), com capital em Melitene. Elas foram todas subordinadas à Diocese do Ponto, na Prefeitura pretoriana do Oriente.
Em 536, novas reformas aboliram a autonomia das satrapias romanas além do Eufrates e toda a região da Armênia foi reorganizada em quatro novas províncias plenas. A região oriental da Armênia Menor ("Armênia Interior") foi fundida com partes do Ponto Polemoníaco e da Armênia I para formar a Armênia I Magna ou Primeira Armênia (que, confusamente, também é chamada de "Armênia Maior", que não deve ser confundido com a Armênia Maior), governada por um procônsul; as antigas províncias da Armênia I e Armênia II foram redivididas em Armênia II e a nova Armênia III; as antigas satrapias romanas (Satrapiae) além do Eufrates formaram a nova Armênia IV.
As bordas da Armênia bizantina foram expandidas em 591 e passaram a incluir a Armênia, mas a região foi o foco de décadas de guerra entre bizantinos e persas (as guerras bizantino-sassânidas) até a conquista árabe da Armênia em 639.
Depois disso, a porção da Armênia Menor que ainda estava sob controle bizantino  passou a fazer parte do Tema Armeníaco. A população permaneceu majoritariamente armênia durante todo o período, mas já romanizada. 

#### Sés episcopais
As sés episcopais da província que aparecem no Annuario Pontificio como sés titulares são:
- Armênia I
  - Berissa

- Armênia II
  - Arabisso
  - Arca na Armênia (Arga)
  - Ariarátia (Pınarbaşı)
  - Cucuso (Göksun)

- Armênia III
  - Camaca

### Influência mongol e otomana
Depois da queda da Armênia Bagrátida em 1045 e a subsequente perda do oriente bizantino depois da Batalha de Manzicerta em 1071, a Armênia Menor passou para o comando dos turcos seljúcidas, depois - partes dela - para o Império Mongol por 92 anos e finalmente para o Império Otomano.

### Anos finais
A Armênia Menor é tradicionalmente considerada como parte da Armênia Ocidental, especialmente depois que a Armênia Oriental foi adquirida pelo Império Russo depois da Guerra russo-turca de 1828-1829.
A população cristã da Armênia Menor continuou a existir na região até o Genocídio Armênio de 1915-1923. Alguns armênios ainda vivem na região, mas já convertidos ao islamismo por influência otomana, principalmente no século XVII.